# Mašte
Mašte (cyr. Маште) – wieś w Czarnogórze, w gminie Berane. W 2011 roku liczyła 150 mieszkańców.